# Supercopa Alemã de Voleibol Masculino de 2018
A Supercopa Alemã de Voleibol Masculino de 2018 foi a 3.ª edição deste torneio organizado pela Volleyball Bundesliga. Participaram do torneio o campeão do Campeonato Alemão de 2017–18 e da Copa da Alemanha de 2017–18.
Pela terceira vez consecutiva o VfB Friedrichshafen se sagrou campeão ao derrotar o Berlin Recycling Volleys. O ponteiro alemão David Sossenheimer foi eleito o melhor jogador da partida.

## Regulamento
O torneio foi disputado em partida única.

## Local da partida
| Hanôver, Alemanha  |
| ZAG-Arena          |
| ------------------ |
|                    |
| Capacidade: 10 767 |

## Equipes participantes
| Equipe                   | Cidade          | Qualificação                           | Última participação |
| ------------------------ | --------------- | -------------------------------------- | ------------------- |
| Berlin Recycling Volleys | Berlim          | Campeão da 1. Bundesliga de 2017–18    | 2017                |
| VfB Friedrichshafen      | Friedrichshafen | Campeão da Copa da Alemanha de 2017–18 | 2017                |

## Resultado
| Data   | Hora  |                          | Placar |                     | Set 1 | Set 2 | Set 3 | Set 4 | Set 5 | Total | Relatório |
| ------ | ----- | ------------------------ | ------ | ------------------- | ----- | ----- | ----- | ----- | ----- | ----- | --------- |
| 28 out | 16:30 | Berlin Recycling Volleys | 1–3    | VfB Friedrichshafen | 25–16 | 18–25 | 22–25 | 20–25 |       | 85–91 | Relatório |

## Premiação
| Supercopa Alemã de 2018                  |
| Baden-Württemberg                        |
| ---------------------------------------- |
| VfB Friedrichshafen Campeão (3.º título) |